# Manuel Fernandes (fotbalista, 1986)
Manuel Henrique Tavares Fernandes (* 5. února 1986) je bývalý portugalský fotbalista, který hrál jako záložník.
Svou kariéru začal v pouhých 18 letech v Benfice, z klubu byl na hostování v Portsmouthu a Evertonu. V roce 2007 přestoupil do Valencie, z klubu byl na hostování v Evertonu a Beşiktaşi, kam v roce 2011 přestoupil. V klubu strávil 3 a půl sezóny, než přestoupil do Lokomotivu Moskva. Později hrál za Krasnodar, Kayserispor, Apollon Smyrnis a Sepahan.
Fernandes hrál za portugalskou reprezentaci do 21 let na dvou mistrovstvích Evropy. Za seniorskou reprezentaci debutoval v roce 2005, byl součástí týmu na Mistrovství světa ve fotbale 2018.